# Collection de mémoires
Collection de mémoires (abreviado Coll. Mém.) es un libro con descripciones botánicas que fue escrito por el briólogo, botánico, micólogo, pteridólogo suizo Augustin Pyrame de Candolle y publicado en diez partes en los años 1828-1838.

## Publicación
- Parte I: Melastomacees;
- Parte  II: Crassulacees;
- Parte  III: Onagraires;
- Parte  IV: Paronychiees; V: Ombelliferes;
- Parte  VI: Loranthacees;
- Parte  VII: Valerianees;
- Parte  VIII: Cactees;
- Parte  IX: Composees (Observations);
- Parte  X: Composees (Statistique)